# AN/PVS-22
AN/PVS-22またはUniversal Night SightはFLIR SystemsとKnight Armament Companyによって設計、製造されるピカティニーレール装備式照準用暗視装置既存の望遠照準やドットサイトともに配備される ピカティニーレールを使用するどの兵器にも装備可能で既存の光学照準器の前に設置する事で簡単に暗視化できる。第3世代のイメージインテンシファイアを備える。